# Fridericianum
Le Fridericianum est un musée situé à Cassel en Allemagne. 

## Historique

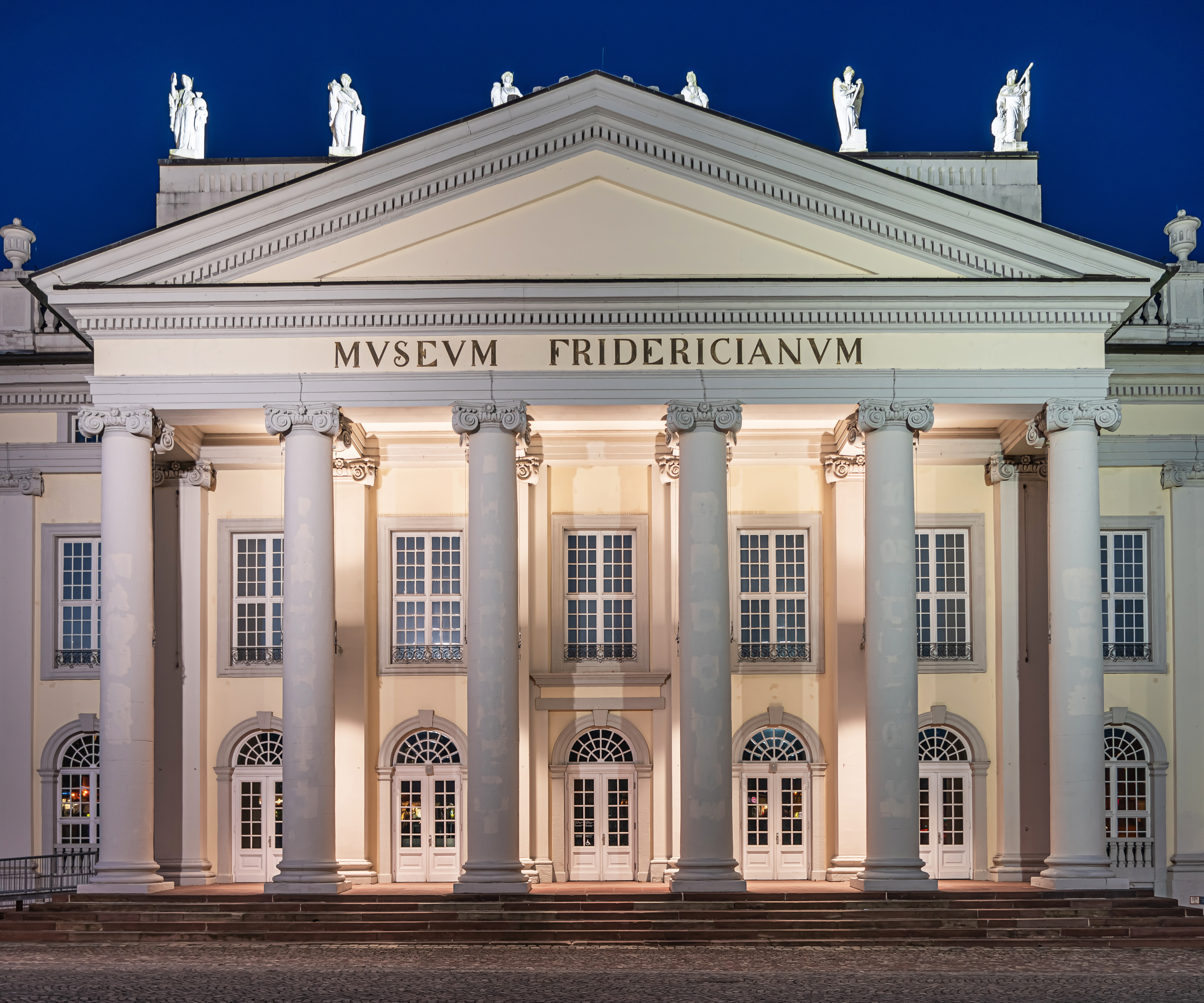
Le Fridericianum.

Construit en 1779 suivant les plans de Louis Simon du Ry, le Fridericianum est l'un des plus anciens musées publics d'Europe. Il a été endommagé lors de bombardements de Cassel en 1942 et 1943.
Depuis 1955, le festival d'art quinquennal documenta est centré sur le site. Le bâtiment d'exposition lui-même a été entièrement rénové en 1982. Depuis 1988, Fridericianum accueille continuellement des expositions temporaires d'art contemporain. Depuis juin 2013, Susanne Pfeffer est directrice du Fridericianum.